# Glasul Domnului
Glasul Domnului (în poloneză Głos Pana) este un roman științifico-fantastic din 1968 de Stanisław Lem. Este o lucrare scrisă la persoana întâi cu un mesaj filosofic compact care spune povestea eforturilor oamenilor de știință de a decoda, traduce și înțelege un mesaj extraterestru. Romanul rezumă critic intențiile și eforturile umane în interpretarea traducerii mesajelor de la extratereștri și utilizarea datelor obținute. Glasul Domnului, alături de Solaris și Ciberiada, este una dintre cele mai faimoase lucrări ale autorului.
A apărut în limba română la Editura Nemira în 1997.